# ACBA Midour

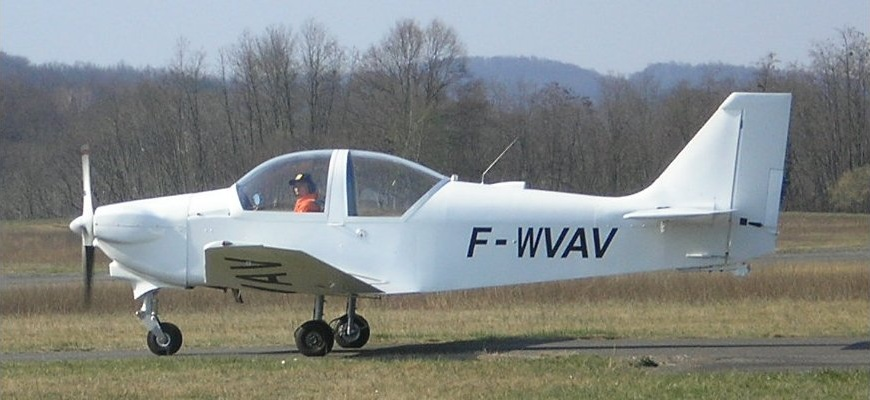
Le ACBA-7 Midour avant son premier vol.

L'ACBA Midour est un remorqueur de planeurs conçu par l'atelier de construction amateur de l'Aéro Club du Bas Armagnac (ACBA). Il tire son nom de la rivière arrosant la région de Nogaro.

## ACBA 7 Midour
Monoplan monomoteur à aile basse et train fixe destiné au remorquage de planeurs, dont le prototype fut réalisé par l’atelier de construction amateur de l’Aéro Club du Bas Armagnac en utilisant une aile de Robin DR-300 et un moteur Lycoming de 180 ch (135 kW). Le prototype [F-PRNG] a été radié des contrôles, mais un deuxième exemplaire [F-PVVA] a été construit par le CSVVA de Challes-les-Eaux, Savoie, et un troisième [F-PVVP] vole depuis 2005, tandis qu'un quatrième [F-PFDB] a été construit à l’ACAA de Carcassonne et vole depuis le 11 novembre 2008. Le numéro de série 5 [F-PVAV], construit à St. Girons, Ariège, vole depuis le 13 mars 2007. Le Midour est en principe monoplace, mais un passager peut prendre place derrière le pilote, notamment pour les lâchers de pilotes remorqueurs.

## ACBA 8 Midour 2

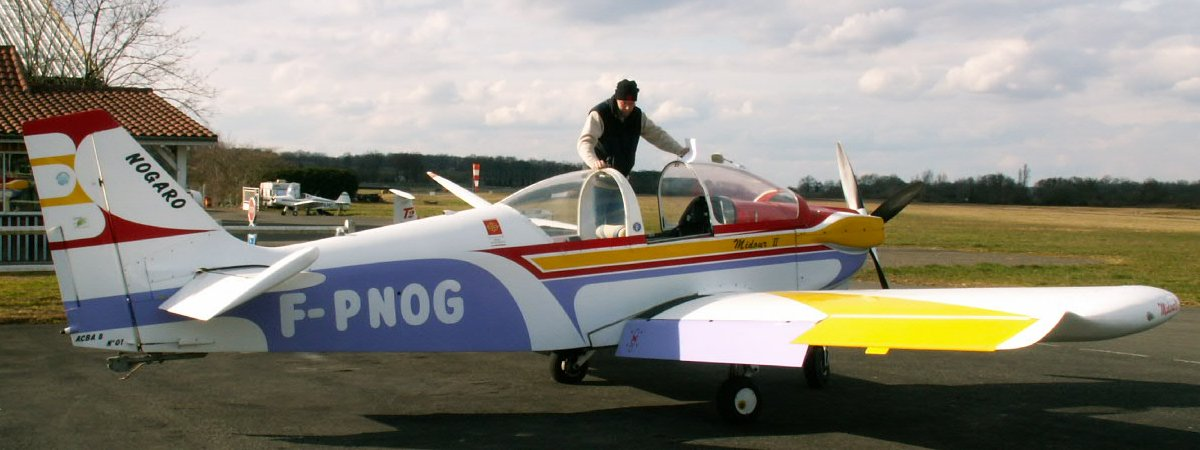
Le ACBA-8 Midour 2.

Évolution de l'ACBA 7 Midour, dont le premier vol a eu lieu à Nogaro en 1995. La voilure est entièrement nouvelle. Un seul exemplaire construit à ce jour [F-PNOG] et appartenant au centre de vol à voile de Tarn et Garonne.

## ACBA Midour 3
Version optimisée de l'ACBA Midour 2, aussi performante que silencieuse. Si la voilure du Midour 2 a été conservée, le fuselage a été sensiblement remanié avec une verrière très allongée, monobloc, de type planeur. Un seul prototype construit à ce jour [F-PCBA], premier vol en octobre 2005.